# Economía de San Cristóbal y Nieves

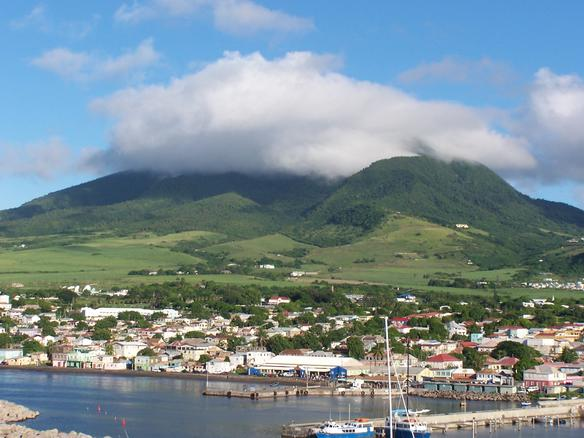
Basseterre

San Cristóbal y Nieves fue el último lugar en practicar el monocultivo de azúcar en las Antillas Menores. Pero debido a que la industria azucarera encontraba cada vez mayores dificultades para conseguir beneficios, el gobierno decidió realizar un programa de diversificación para el sector agricultor y estimulación del desarrollo en otros sectores de la economía, particularmente el turismo.
El gobierno instituyó un programa de incentivos a la inversión, alentando tanto la inversión privada doméstica como extranjera. Las políticas gubernamentales incluían exenciones fiscales, importación de equipamiento y materiales libres de impuestos y subsidios para la capacitación a personal local. El turismo ha mostrado un gran incremento. Hacia 1987, había sobrepasado al azúcar como fuente de ingreso de divisas. Después de la cosecha del año 2005 el gobierno decidió cerrar la industria sucrera después de años de pérdidas. Para compensar las pérdidas de empleos, el gobierno empezó un programa con miras a diversificar la agricultura y estimular otros sectores de la economía, por ejemplo la producción manufacturera para exportación, y los bancos offshore.
La economía del país experimentó un fuerte crecimiento en la mayor parte de la década de 1990, pero los huracanes de 1998 y 1999 contribuyeron a una brusca caída en la economía. El crecimiento económico real fue del 0,75% en 2002, después de una declinación del 4,3% en el 
2001. La economía experimentó un rendimiento desparejo en 2002, con algunos sectores que experimentaron un crecimiento positivo mientras que otros tuvieron niveles variables de declinación. El sector de la construcción registró un 4,51% de declinación, la industria manufacturera, los hoteles y la gastronomía también tuvieron declinaciones significativas de 4,01% y 9,89% respectivamente, y la producción de azúcar cayó cerca del 5,1%. Importantes inversiones en el sector del turismo (incluyendo un hotel de la cadena Marriott, con 648 habitaciones y un centro de convenciones, que abrió en diciembre de 2002) así como también esfuerzos continuados desde el gobierno para diversificar la economía, abren una expectativa para mejorar el desempeño económico. Los precios minoristas han crecido marginalmente durante los últimos años. La tasa de inflación fue del 3% - 4% en la mayor parte de la década de 1990.
El Banco Central del Caribe Oriental emite el dólar del Caribe Oriental, que es una moneda común a todos los países que forman parte de la Eastern Caribbean Currency Union. El Banco Central también maneja la política monetaria y regula y supervisa las actividades comerciales bancarias de los países miembros.
PBI - Tasa de crecimiento real:
1,6% (estimación para 1998)
PBI - per cápita:
15.824€ (2018)
GDP - composición por sector:
agricultura:
5,5%
industria:
22,5%
servicios:
72% (1996)
Tasa de inflación (a precios del consumidor)
1% (1998 est.)
Fuerza laboral:
18.172 (junio de 1995)
Tasa de desempleo:
4,5% (1997)
Presupuesto:
Ingesos:
$64,1 millones
Gastos:
$73,3 millones, incluyendo gastos de capital por $10,4 millones (1997 est.)
Industrias:
Azucareras, turismo, algodoneras, sal, coco, bebidas, textil y de calzado
Electricidad - producción:
85 GWh (1998)
Electricidad - producción por origen:
combustible fósil:
100%
hídrica:
0%
nuclear:
0%
otros:
0% (1998)
Electricidad - consumo:
79 GWh (1998)
Electricidad - exportación:
0 kWh (1998)
Electricidad - importación:
0 kWh (1998)
Agricultura - productos:
caña de azúcar, arroz, batata, vegetales, bananas; 
pescado
Exportaciones:
$42 millones (1998)
Exportación - commodities:
maquinarias, alimentos, electrónica, bebidas, tabaco
Exportación - socios comerciales:
Estados Unidos 68,5%, Reino Unido 22,3%, países del Caricom 
5,5% (1995 est.)
Importaciones:
USD 160 millones (1998)
Importaciones - commodities:
maquinarias, manufacturas, alimentos, combustible.
Importaciones - socios comerciales:
Estados Unidos 42,4%, países del Caricom 17,2%, Reino Unido 
11,3% (1995 est.)
Deuda externa:
USD 62 millones (1997)
Ayuda económica - recibida:
$5,5 millones (1995)
Moneda:
1 Dólar del Caribe Oriental (EC$) = 100 centavos
Tasa de cambio:
US$1 = 2.7000 EC$(tasa fija desde 1976)
Año fiscal:
1 de abril - 31 de marzo